# Putain de vie
Pour plus de détails, voir Fiche technique et Distribution.
Putain de vie (En la puta vida) est un film belgo-uruguayen réalisé par Beatriz Flores Silva, sorti en 2001.
Sorti en avril 2001, le film a pulvérisé tous les records de box office en Uruguay. Il a été le premier film soumis par l'Uruguay à la considération de l'Académie pour l'Oscar du meilleur film en langue étrangère à Los Angeles en 2002.

## Synopsis
Elisa (27), mère de deux garçons, rêve d'installer un salon de coiffure dans un des quartiers les plus chics de Montévidéo. Quand elle se trouve, en moins de vingt-quatre heures, sans toit, sans amant, sans travail et sans argent, Loulou, sa meilleure amie, réussit à lui procurer un boulot dans une maison close. Là, elle fait connaissance avec un homme d'affaires qui lui propose de l'emmener avec lui en Espagne, pour réunir l’argent nécessaire à installer son salon de coiffure, se donnant ainsi la possibilité d’assurer un meilleur avenir à ses enfants. Mais les événements ne se dérouleront pas comme prévu...

## Fiche technique
- Titre français : Putain de vie
- Titre original : En la puta vida
- Titre anglais  : In This Tricky Life
- Réalisation : Beatriz Flores Silva
- Scénario : Beatriz Flores Silva et János Kovácsi
- Sociétés de production : BFS Producciones, Saga Film, Avalon Producciones, ICAIC
- Producteur : Beatriz Flores Silva, Hubert Toint, Stefan Schmitz
- Directeur de la photographie : Francisco Gozón
- Montage : Marie-Hélène Dozo et Daniel Márquez
- Dates de sortie : 7 avril 2001 (Uruguay), 10 avril 2002 (Belgique)
- Film belgo-uruguayen
- Genre : Comédie dramatique
- Durée : 100 minutes

## Distribution
- Mariana Santángelo : Elisa
- Silvestre : Placido
- Andrea Fantoni : Loulou
- Josep Linuesa : Marcelo
- Augusto Mazzarelli : Garcia

## Récompenses

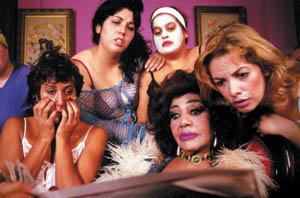
Image fix du film.

- Prix spécial du Jury, Festival de Cine Latinoamericano de Trieste, Italie 2001,
- Colón de Oro et Clé de la Liberté, Festival Iberoamericano de Huelva, Espagne 2001.
- Prix Radio La Habana-Cuba, Festival international du nouveau cinéma latino-américain de La Havane, Cuba 2001.
- Meilleur Film, Meilleure Actrice et Prix du Public, Festival de Lérida, Espagne 2002.
- Mention spéciale du Jury, Festival Latino de Miami, USA 2002.
- Deuxième Prix du Public, 18e Chicago Latino Film Festival, 2002.
- Troisième Prix du Public, Los Angeles Latino International Film Festival, 2002.
- Meilleure actrice, Festival de Villaverde, Espagne 2002.
- Trophée Mercosur au film préféré par le public, Cinesul 2002, Rio-S.Pablo, 2002.
- Mention spéciale, Festival de Cine de Santa Cruz, Bolivia, 2002.
- Meilleure interprétation féminine, Festival Internacional de Cine de Viña del Mar, Chili, 2002.
- Prix du public, Festival de Cine de Asunción, Paraguay 2002.
- Meilleur réalisateur, Festival de Cine de Bogotá (Bogocine), Colombie 2002.
- Prix du public, Latinamerican Film Festival UCI (Irvine, USA 2003).
- Prix spécial, meilleure musique et meilleure actrice révélation, Asociación de Críticos del Uruguay, Uruguay, 2001.
- Prix “Iris”, octroyé par l'hebdo Sabado Show, Uruguay, 2002.
- Prix “Alas” de Interarte, Uruguay, 2002.

## Autour du film
- La réalisatrice avait précédemment réalisé L'Histoire presque vraie de Pepita la Pistolera.